# EHF European Cup 2022-2023 (maschile)
L'EHF European Cup 2022-2023 è stata la 26ª edizione della EHF European Cup, la terza coppa per club più importante d'Europa ed è organizzata dall'European Handball Federation (EHF).

## Squadre partecipanti
La manifestazione vede al via 77 squadre, tre in più della scorsa edizione. Sono state escluse dalla partecipazione le squadre russe e bielorusse.
| Round 2                   | Round 2                 | Round 2                        | Round 2                    | Round 2                 | Round 2                   |
| ------------------------- | ----------------------- | ------------------------------ | -------------------------- | ----------------------- | ------------------------- |
| Nærbø IL                  | MRK Sesvete             | Olympiacos SFP                 | Alingsås HK                | ØIF Arendal             | HBC Karvina               |
| RK Gorenje Velenje        | KA                      | Sabbianco Anorthosis Famagusta | Handball Esch              | Pfadi Winterthur        | Beşiktaş Yurtbay Seramik  |
| Põlva Serviti             | MSK Považská Bystrica   | Hapoel Ashdod HC               | Förthof UHK Krems          | Donbas Donetsk          | RK Borac m:tel            |
| ZRHK TENAX Dobele         | Vilnius HC Sviesa       | KH Besa Famgas                 | HC Vojvodina               | BK-46                   | Pallamano Conversano 1973 |
| HV Kras/Volendam          | H71                     | Lokomotiv G. Oryahovitsa       | HC Baki                    | HC Visé BM              | RK Lovćen                 |
| HRK Gorica                | AEK                     | Runar Sandefjord Elite         | Talent t. Plzenskeho kraje | RK Riko Ribnica         | Haukar                    |
| Panrassos Strovolou       | HB Red Boys Differdange | Wacker Thun                    | Beykoz BLD SK              | Viljandi HC             | AS SGS Ramhat Hashron     |
| Bregenz Handball          | RK Sloboda              | HC Granitas-Karys Kaunas       | KH Rahoveci                | Rukometni klub Partizan | IFK Helsinki              |
| Sidea Group Junior Fasano | KEMBIT-Lions            | AC PAOK                        |                            |                         |                           |
| Round 1                   |                         |                                |                            |                         |                           |
| HC Robe Zubři             | IBV                     | Apoel HC                       | HC Berchem                 | Spor Toto SK            | HC Tallinn                |
| Maccabi Rishon Le Zion    | HC Fivers               | RK Izviđač                     | Dragūnas Klaipėda          | KH Kastrioti            | SPD Radnički Kragujevac   |
| Raimond Sassari           | Drenth Groep Hurry-up   | A.E.S.H. Pylea                 | TJ Sokol Nove Veseli       | HB Dudelange            | Izmir BSB SK              |
| Holon HC                  | Dinamo Pančevo          | AC Diomidis Argous             | HC Dukla Praga             | RK Slovenj Gradec       | HC Linz AG                |
| RK Gračanica              | SSV Brixen Handball     |                                |                            |                         |                           |

## Round 1
Il sorteggio per il primo turno si è tenuto il 19 luglio 2022 a Vienna, nella sede dell'European Handball Federation.
| Squadra 1              | Totale | Squadra 2             | Andata | Ritorno |
| ---------------------- | ------ | --------------------- | ------ | ------- |
| Kastrioti              | 44-72  | Gračanica             | 22-36  | 22-36   |
| Dragūnas Klaipėda      | 52-58  | Dinamo Pančevo        | 24-30  | 28-28   |
| Berchem                | 56-61  | Drenth Groep Hurry-up | 30-32  | 26-29   |
| Diomidis Argous        | 52-61  | Fivers                | 27-30  | 25-31   |
| Maccabi Rishon Le Zion | 63-65  | Slovenj Gradec        | 31-27  | 32-38   |
| Dukla Praga            | 55-54  | Radnički Kragujevac   | 31-29  | 24-25   |
| Raimond Sassari        | 49-53  | Brixen                | 29-24  | 20-29   |
| Izmir                  | 56-86  | Robe Zubři            | 27-46  | 29-40   |
| IBV                    | 74-67  | Holon                 | 41-35  | 33-32   |
| AESH Pylea             | 60-33  | Apoel                 | 33-22  | 27-11   |
| Spor Toto              | 52-50  | Dudelange             | 25-26  | 27-24   |
| Sokol Nove Veseli      | 77-50  | Tallinn               | 38-27  | 39-23   |
| Linz                   | 69-70  | Izviđač               | 34-32  | 35-38   |

## Round 2
Il 6 settembre 2022 si è tenuto sempre a Vienna il sorteggio riguardante il secondo turno della competizione.
| Squadra 1                      | Totale | Squadra 2                   | Andata | Ritorno |
| ------------------------------ | ------ | --------------------------- | ------ | ------- |
| Brixen                         | 50-75  | Vojvodina                   | 23-31  | 27-44   |
| IFK Helsinki                   | 60-62  | Besa Famgas                 | 28-27  | 32-35   |
| ØIF Arendal                    | 70-46  | Robe Zubři                  | 34-20  | 36-26   |
| Esch                           | 63-66  | Dukla Praha                 | 31-36  | 32-30   |
| TENAX Dobele                   | 56-57  | Talent tym Plzenskeho kraje | 31-28  | 25-29   |
| Põlva Serviti                  | 60-54  | Viljandi                    | 27-26  | 33-28   |
| Sesvete                        | 56-45  | PAOK                        | 29-24  | 27-21   |
| Sidea Group Junior Fasano      | 64-59  | Hapoel Ashdod               | 32-33  | 32-26   |
| Donbas                         | 48-81  | IBV                         | 28-36  | 20-45   |
| Olympiacos                     | 61-43  | Sloboda                     | 34-24  | 27-19   |
| Vilnius Sviesa                 | 50-65  | Red Boys Differdange        | 28-31  | 22-34   |
| H71                            | 51-62  | Partizan                    | 21-27  | 30-35   |
| Nærbø                          | 58-55  | Slovenj Gradec              | 29-28  | 29-27   |
| Gorenje Velenje                | 59-55  | Bregenz                     | 33-30  | 26-25   |
| Beykoz                         | 49-78  | Alingsås                    | 28-32  | 21-46   |
| Förthof Krems                  | 68-55  | AESH Pylea                  | 34-25  | 34-30   |
| Fivers                         | 59-56  | KA                          | 29-30  | 30-26   |
| Rahoveci                       | 58-65  | Karvina                     | 29-33  | 29-32   |
| Runar Sandefjord               | 63-52  | Lovćen                      | 32-21  | 31-31   |
| Riko Ribnica                   | 68-49  | Borac m:tel                 | 40-19  | 28-30   |
| Považská Bystrica              | 66-61  | Izviđač                     | 34-25  | 32-26   |
| Visé                           | 62-40  | Parnassos Strovolou         | 38-21  | 24-19   |
| Granitas-Karys Kaunas          | 46-58  | Beşiktaş Yurtbay Seramik    | 21-31  | 25-27   |
| Pfadi Winterthur               | 58-61  | Ramhat Hashron              | 34-30  | 24-31   |
| AEK                            | 60-47  | Drenth Groep Hurry-up       | 35-30  | 25-17   |
| KEMBIT-Lions                   | 78-36  | Lokomotiv G. Oryahovitsa    | 39-17  | 39-19   |
| BK-46                          | 80-43  | Sport Toto                  | 37-20  | 43-23   |
| KRAS/Volendam                  | 52-54  | Wacker Thun                 | 27-31  | 25-23   |
| Gorica                         | 55-51  | Sokol Nove Veseli           | 27-25  | 28-26   |
| Dinamo Pančevo                 | 59-52  | Conversano                  | 32-22  | 27-30   |
| Gračanica                      | 70-45  | Baki                        | 33-17  | 37-28   |
| Sabbianco Anorthosis Famagusta | 62-50  | Haukar                      | 26-22  | 36-28   |

## Round 3
L'8 novembre 2022 si è tenuto sempre a Vienna il sorteggio riguardante il terzo turno della competizione.
| Squadra 1                      | Totale | Squadra 2                 | Andata | Ritorno |
| ------------------------------ | ------ | ------------------------- | ------ | ------- |
| Sesvete                        | 59-50  | Besa Famgas               | 31-23  | 28-27   |
| Dinamo Pančevo                 | 61-55  | Beșiktaș Yurtbay Seramik  | 30-28  | 31-24   |
| IBV                            | 59-65  | Dukla Praha               | 34-33  | 25-32   |
| Runar Sandefjord               | 76-66  | Põlva Serviti             | 41-30  | 35-36   |
| Talent tym Plzenskeho kraje    | 61-73  | Ramhat Hashron            | 28-39  | 33-34   |
| Förthof UHK Krems              | 27-39  | Vojvodina                 | 27-29  | 0-10    |
| AEK                            | 56-58  | Alingsås                  | 32-27  | 24-31   |
| Karvina                        | 55-45  | Gračanica                 | 22-18  | 33-27   |
| Visé                           | 54-60  | ØIF Arendal               | 24-31  | 30-29   |
| Gorenje Velenje                | 55-49  | Partizan                  | 28-20  | 25-29   |
| KEMBIT-Lions                   | 60-62  | Sidea Group Junior Fasano | 25-35  | 35-27   |
| Sabbianco Anorthosis Famagusta | 48-46  | Red Boys Differdange      | 23-20  | 25-26   |
| Fivers                         | 61-65  | Riko Ribnica              | 33-35  | 28-30   |
| Považská Bystrica              | 57-48  | Gorica                    | 29-24  | 28-24   |
| Wacker Thun                    | 48-41  | Olympiacos                | 24-22  | 24-19   |
| BK-46                          | 55-61  | Nærbø                     | 28-26  | 27-35   |

## Ottavi di finale
Il 13 dicembre 2022 si è tenuto sempre a Vienna il sorteggio riguardante gli ottavi di finale della competizione.
| Squadra 1                      | Totale | Squadra 2       | Andata | Ritorno |
| ------------------------------ | ------ | --------------- | ------ | ------- |
| Sabbianco Anorthosis Famagusta | 47-58  | Gorenje Velenje | 26-31  | 21-27   |
| Dukla Praha                    | 68-64  | Wacker Thun     | 28-26  | 40-38   |
| Sidea Group Junior Fasano      | 56-70  | Sesvete         | 34-35  | 22-35   |
| Považská Bystrica              | 58-70  | Nærbø           | 34-35  | 24-35   |
| Ramhat Hashron                 | 52-69  | Alingsås        | 21-31  | 31-38   |
| Karvina                        | 56-53  | Dinamo Pančevo  | 30-22  | 26-31   |
| Runar Sandefjord               | 70-63  | Riko Ribnica    | 38-29  | 32-34   |
| Vojvodina                      | 75-66  | ØIF Arendal     | 42-29  | 33-37   |

## Quarti di finale
| Squadra 1 | Totale | Squadra 2        | Andata | Ritorno |
| --------- | ------ | ---------------- | ------ | ------- |
| Sesvete   | 50-55  | Nærbø            | 20-26  | 30-29   |
| Karvina   | 56-62  | Runar Sandefjord | 31-34  | 25-28   |
| Alingsås  | 66-57  | Dukla Praha      | 39-33  | 27-24   |
| Vojvodina | 61-56  | Gorenje Velenje  | 31-30  | 30-26   |

## Semifinali
| Squadra 1        | Totale | Squadra 2 | Andata | Ritorno |
| ---------------- | ------ | --------- | ------ | ------- |
| Runar Sandefjord | 63-65  | Nærbø     | 27-29  | 36-36   |
| Alingsås         | 49-56  | Vojvodina | 25-24  | 23-32   |

## Finale
| Squadra 1 | Totale | Squadra 2 | Andata | Ritorno |
| --------- | ------ | --------- | ------ | ------- |
| Vojvodina | 55-46  | Nærbø     | 30-23  | 25-23   |